# Pareuplexia ruficosta
Pareuplexia ruficosta là một loài bướm đêm trong họ Noctuidae.